# أغوستين روسي
أغوستين روسي (بالإسبانية: Agustín Rossi)‏ (21 أغسطس 1995–) لاعب كرة قدم أرجنتيني يلعب كحارس مرمى لنادي فلامنغو في الدوري البرازيلي لكرة القدم.

## بدايته
وُلد روسي في بوينس آيرس ، ومثل فريق تشاكاريتا جونيورز في شبابه. ظهر لأول مرة مع الفريق في 2 أبريل 2014 ، حيث خسر أول مبارياته بنتيجة 1–3 خارج أرضه أمام فريق إنستوتو ، في بطولة كوبا الأرجنتين.